# ファマラ・ディエディウ
ファマラ・ディエディウ（Famara Diédhiou、1992年12月15日 - ）は、セネガル・サン＝ルイ出身のサッカー選手。EFLチャンピオンシップ・カーディフ・シティ所属。セネガル代表。ポジションはフォワード。

## 経歴

### クラブ
フランスのアマチュアクラブでプレーをはじめ、2014年6月にソショーと初めてのプロ契約を結んだ。2014-15シーズン開幕戦・オルレアン戦でプロデビュー。8月22日のアルル＝アヴィニョン戦でプロ初ゴールを決めた。
2015年2月2日、クレルモンにレンタルで加入。 2015–16シーズン、再びクレルモンにレンタル移籍。このシーズン、21ゴールを挙げリーグ・ドゥ得点王を獲得した。
2016年6月23日、アンジェに移籍。2017年6月28日、ブリストル・シティに移籍。
2021年7月29日、アランヤスポルに4年契約で移籍。
2023年1月24日、グラナダへシーズン終了までのレンタル移籍(買い取りオプション付き)で加入。シーズン終了後、グラナダへの完全移籍が決定した。
2024年1月31日、カーディフ・シティにレンタル移籍した。

### 代表
2014年5月にセネガル代表に初めて招集され、5月1日のコロンビア代表戦でセネガル代表デビューを飾った。2016年9月のアフリカネイションズカップ2017予選・ナミビア代表戦で初ゴールを決めた。

## 代表歴

### 出場大会
- セネガル代表
  - 2022 FIFAワールドカップ

### 試合数
- 国際Aマッチ 27試合 11得点（2014年-2022年）[11]

| セネガル代表 | 国際Aマッチ | 国際Aマッチ |
| 年           | 出場        | 得点        |
| ------------ | ----------- | ----------- |
| 2014         | 1           | 0           |
| 2015         | 0           | 0           |
| 2016         | 1           | 1           |
| 2017         | 5           | 0           |
| 2018         | 0           | 0           |
| 2019         | 3           | 4           |
| 2020         | 1           | 0           |
| 2021         | 7           | 4           |
| 2022         | 9           | 2           |
| 通算         | 27          | 11          |

### 得点
2023年12月26日現在
| No. | 開催日         | 開催地         | 対戦国       | 得点 | 結果 | 大会                               |
| --- | -------------- | -------------- | ------------ | ---- | ---- | ---------------------------------- |
| 1   | 2016年9月3日   | ダカール       | ナミビア     | 2-0  | 2-0  | アフリカネイションズカップ2017予選 |
| 2   | 2019年10月10日 | シンガポール   | ブラジル     | 1-1  | 1-1  | 親善試合                           |
| 3   | 2019年11月17日 | マンジニ       | エスワティニ | 1-0  | 4-1  | アフリカネイションズカップ2021予選 |
| 4   | 2019年11月17日 | マンジニ       | エスワティニ | 2-0  | 4-1  | アフリカネイションズカップ2021予選 |
| 5   | 2019年11月17日 | マンジニ       | エスワティニ | 3-0  | 4-1  | アフリカネイションズカップ2021予選 |
| 6   | 2021年10月9日  | ティエス       | ナミビア     | 2-0  | 4-1  | 2022 FIFAワールドカップ予選        |
| 7   | 2021年10月12日 | ヨハネスブルグ | ナミビア     | 1-0  | 3-1  | 2022 FIFAワールドカップ予選        |
| 8   | 2021年10月12日 | ヨハネスブルグ | ナミビア     | 2-1  | 3-1  | 2022 FIFAワールドカップ予選        |
| 9   | 2021年10月12日 | ヨハネスブルグ | ナミビア     | 3-1  | 3-1  | 2022 FIFAワールドカップ予選        |
| 10  | 2022年1月30日  | ヤウンデ       | 赤道ギニア   | 1-0  | 3-1  | アフリカネイションズカップ2021     |
| 11  | 2022年11月25日 | ドーハ         | カタール     | 2-0  | 3-1  | 2022 FIFAワールドカップ            |

## タイトル

### クラブ
グラナダ
- セグンダ・ディビシオン: 2022-23

### 代表
セネガル代表
- アフリカネイションズカップ: 2021

### 個人
- リーグ・ドゥ得点王: 2015-16(21ゴール)
- トロフェ・UNFP・デュ・フットボール: 2015-16(リーグ・ドゥベスト11)